# Marvellous Island
Marvellous Island est un festival annuel de musiques électroniques en plein air qui se déroule aux mois de mai ou juin.

## Présentation
La première édition a eu lieu en 2013 sur l'île du Chalet de la Porte Jaune, dans le 12e arrondissement de Paris. 
Le festival propose une variété de genres et sous-genres des musiques électroniques, aussi bien de la techno industrielle, de la tech house, minimale, micro, downtempo, electro, etc.
Depuis 2015, le festival s'est installé sur l'île de loisirs de Torcy, en Seine-et-Marne.
Le festival attire entre 20 000 et 25 000 festivaliers par édition et 56 artistes pour l'édition 2019.

## Lieu
Les premières éditions (2013 et 2014) du festival Marvellous Island ont eu lieu sur l'île du Chalet de la Porte Jaune, dans le 12e arrondissement de Paris. Cet emplacement a engendré des protestations pour nuisances sonores de la part de riverains.
Les éditions suivantes (2015 à 2019) ont eu lieu sur l'île de loisirs de Torcy, en Seine-et-Marne. Un lieu qui lui permet d'accueillir plus de public. Ce nouvel emplacement engendre également des protestations pour nuisances sonores de la part de riverains, ainsi que d'élus locaux.

## Programmation artistique
Chaque année près de 50 artistes viennent jouer à Marvellous Island